# Selcan Hatun
Selcan Hatun est un personnage de fiction dans Diriliş: Ertuğrul et Kuruluş: Osman. Elle est la mère de Suleyman Alp et la femme de Gündoğdu Bey, frère D'Ertuğrul, père D'Osman, fondateur de l'Empire Ottoman. Elle est interprétée par Didem Balçın. Elle est également un personnage dans le Livre de Dede Korkut.

## Intrigue
Selcan Hatun est la fille D'Alptekin Bey et la fille adoptive de Süleyman Şah et Hayme Hatun. Selcan est l'épouse de Gündoğdu, sœur aînée de Gökçe, qu'elle aime beaucoup, et la mère de Süleyman Alp et Iltekin. Elle est la sœur adoptive et la belle-sœur D'Ertuğrul, Sungurtekin et Dündar. À l'origine, elle soutenait mal quiconque contre Süleyman Şah car il a tué son père qui l'a trahi, mais s'est repenti plus tard avec L'aide D'Ibn-i Arabi. Elle a un don de sentir les mauvaises intentions et son caractère développé encore plus quand elle se leva contre le mal Aytolun Hatun. Son mari pensait qu'elle était toujours méchante, mais voyant la vérité, elle a trouvé un moyen de lui montrer la vérité aussi et vaincre L'amant sournois de son mari, Goncagül. Quand elle revient dans la saison 5, elle est dévestée sur le martyre de son fils, Süleyman Alp.